# Walenty Adamski

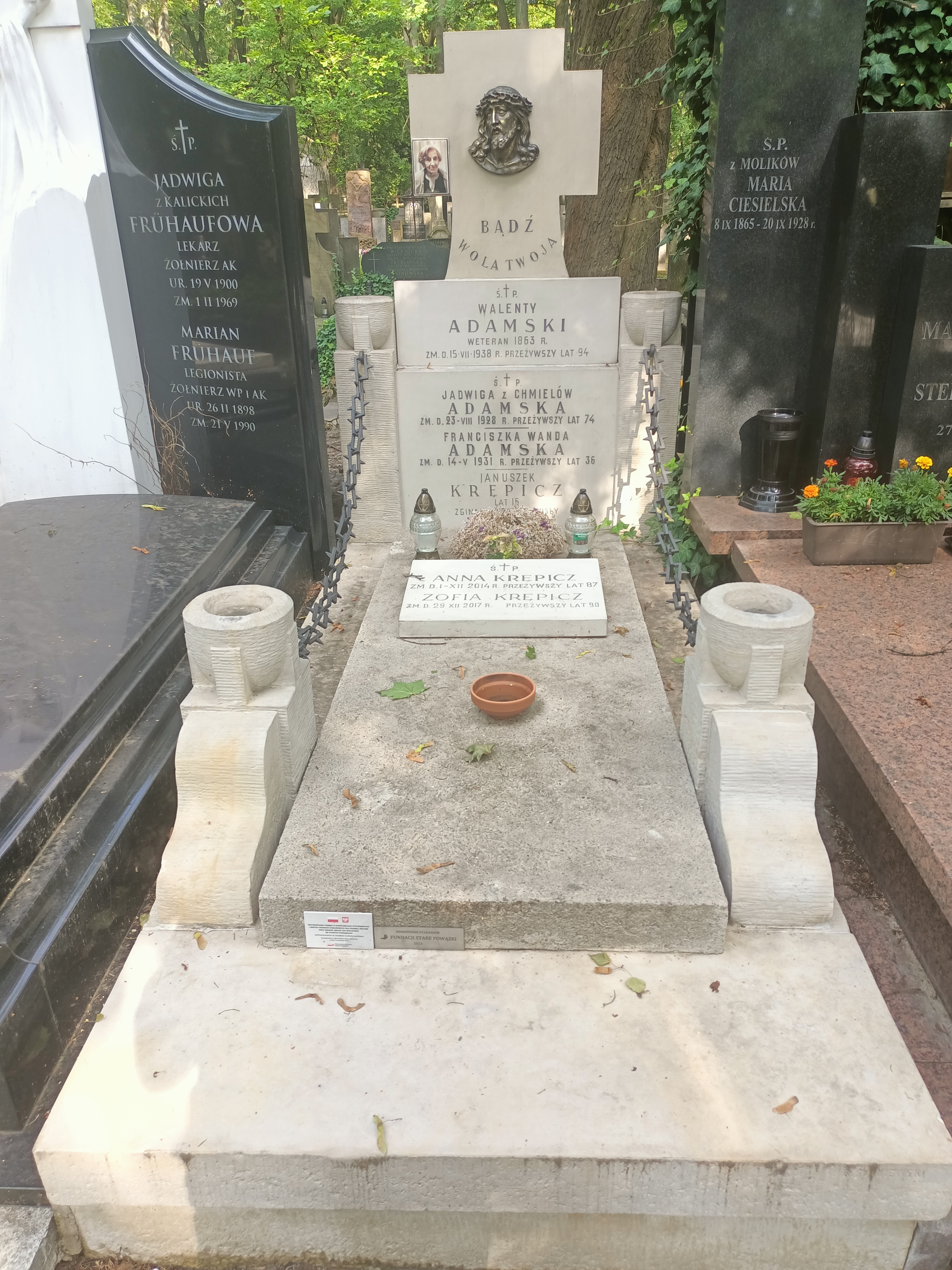
Grób walentego Adamskiego na Cmentarzu Powązkowskim w Warszawie

Walenty Adamski (ur. 14 lutego 1845 w Grodzisku Mazowieckim, zm. 15 sierpnia 1938 w Warszawie) – podporucznik weteran powstania styczniowego.

## Życiorys
Urodził się 14 lutego 1845 w Grodzisku Mazowieckim. Swój udział w powstaniu rozpoczął od służby w Oddziale Stamirowskiego, później walczył w Oddziale Czachowskiego, gdzie otrzymał awans na oficera. Brał udział w 32 bitwach i potyczkach, był dwukrotnie ranny. Po powstaniu pracował jako ogrodnik.
Zmarł 15 sierpnia 1938 w Warszawie. Pochowany na cmentarzu Powązkowskim (kwatera 113-2-19).

## Ordery i odznaczenia
- Krzyż Niepodległości z Mieczami (8 listopada 1930)[3]
- Krzyż Oficerski Orderu Odrodzenia Polski (22 stycznia 1938)[4]
- Krzyż Walecznych
- Medal Pamiątkowy za Wojnę 1918–1921